# Geert Draijer
Geert Draijer (Suawoude, 12 mei 1891 – 1 mei 1967) was een Nederlands politicus van de ARP.
Draijer werd in de Friese gemeente Tietjerksteradeel geboren als zoon van Jan Wicher Draijer (1851-1894; predikant) en Berendina Mellema (1851-1944). Hij was docent aan christelijke mulo's in Nederland en Nederlands-Indië. Na terugkeer in Nederland studeerde hij af in de rechten aan de Rijksuniversiteit Leiden. Hij was daarna advocaat te Leiden maar ook volontair bij de gemeentesecretarie van Hazerswoude. Met ingang van 1 februari 1940 werd Draijer benoemd tot burgemeester van Klundert. Die gemeente had veel te lijden aan het einde van de Tweede Wereldoorlog en daarna ook nog van de Watersnoodramp van 1953. Rond 1945 namen twee personen tijdelijk zijn functie over. Draijer ging in juni 1956 met pensioen.
Draijer overleed in 1967 op 75-jarige leeftijd.